# Consum d'alcohol i salut
El consum d'alcohol té uns efectes:

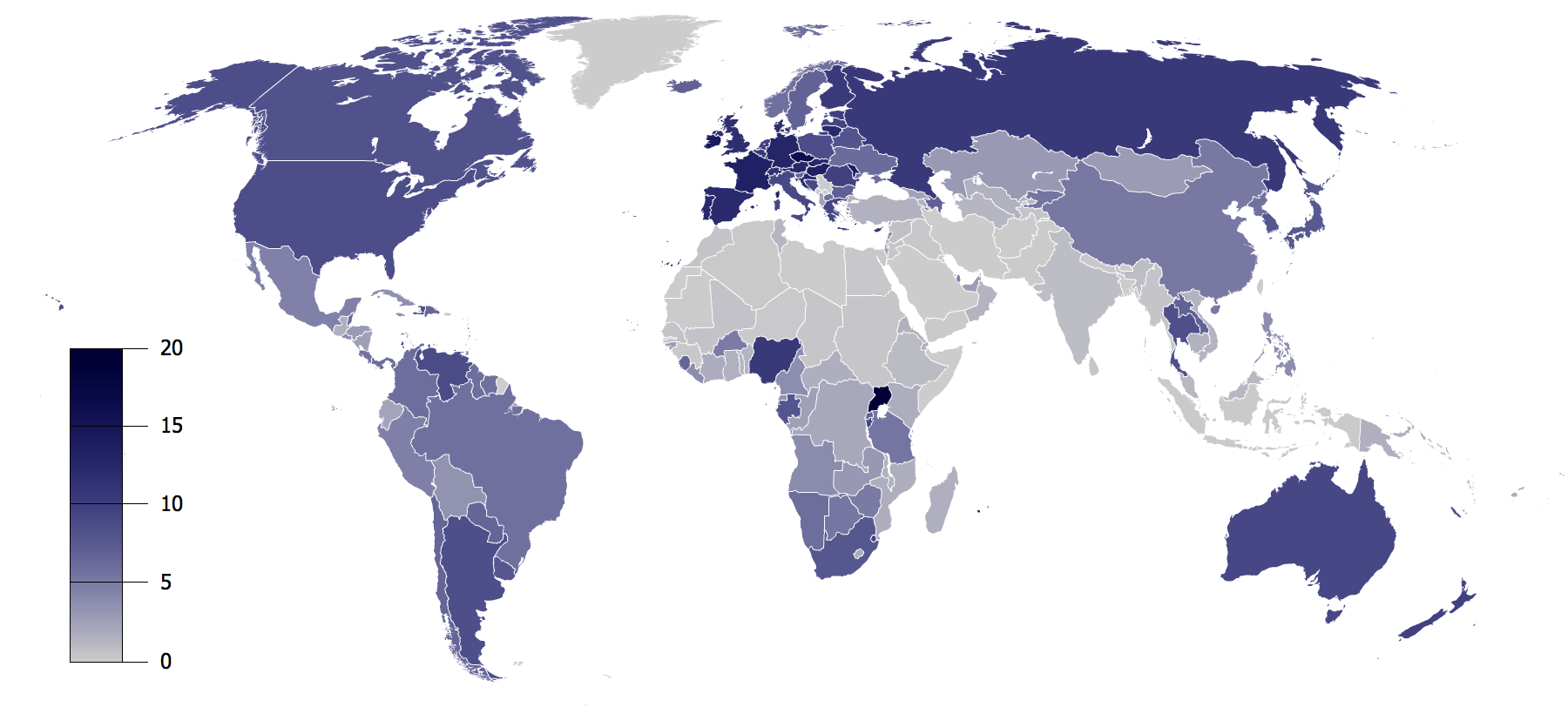
Consum d'alcohol per capita, en litres d'alcohol pur

Els efectes del consum d'alcohol i la salut varien des de possibles efectes beneficiosos en el cas de consumir baixes quantitats d'alcohol a perjudicis molt greus per la salut en cas d'abús crònic de l'alcohol. Els alts nivells de consum d'alcohol estan correlacionats amb risc de desenvolupar alcoholisme, malaltia cardiovascular, malabsorció, pancreatitis crònica, cirrosi deguda a l'alcohol, i càncer. Danys al sistema nerviós central i al sistema nerviós perifèric poden passar per un consum sostingut d'alcohol.
Un consum excessiu d'alcohol a llarg termini pot danyar gairebé qualsevol òrgan i sistema del cos. El cervell adolescent que està encara en desenvolupament és particularment vulnerable als efectes tòxics de l'alcohol.
Històricament els metges han promogut l'alcohol pels seus visibles efectes beneficiosos i més recentment per a protecció contra la malaltia coronària del cor. Hi ha proves d'efectes cardiovasculars beneficiosos pel fet de beure alcohol una o dues vegades per dia, tanmateix els efectes beneficiosos per la salut de beure amb moderació estan controvertits. La preocupació sobre això se centra en el fet que les indústries farmacèutiques i les empreses de begudes alcohòliques han exagerat els efectes beneficiosos de l'alcohol. L'alcohol s'hauria de veure com una droga recreativa amb efectes potencialment adversos sobre la salut i no es recomana pas per la protecció del cor reemplaçant els mètodes tradicionals i segurs com són una dieta equilibrada, l'exercici i la farmacoteràpia.
Alguns experts argumenten que els beneficis d'un consum moderat d'alcohol poden quedar ultrapassats per l'increment d'altres risc, incloent lesions, violència, danys fetals, certes formes de càncer, cirrosi i hipertensió arterial. Com que els beneficis aparents per la salut d'un consum moderat d'alcohol, estan limitats a poblacions amb risc baix de malalties cardiaques, altres experts demanen precaució en recomanar un consum moderat pel perill d'incrementar l'abús d'alcohol, especialment entre els joves. Els beneficis del consum moderat d'alcohol són superats pels riscos del seu consum moderat.

## Estudis científics
Els efectes adversos del consum d'alcohol a llarg termini són similars als que s'observen amb altres hipnòtics sedants i les síndromes d'abstinència són gairebé idèntics.
L'alcohol a nivells moderats té efectes positius i negatius sobre la salut. Entre els negatius s'inclouen l'increment de risc de malalties del fetge càncer orofaringi i pancreatitis. Entre els positius hi ha efectes contra la gastritis i colelitiasi. L'abús de l'alcohol té efectes sobre la salut física i mental. La dependència de l'alcohol i l'excés crònic porta a malalties neurològiques i neuropsiquiàtriques, cardiovasculars, del fetge i neoplasmes malignes. En psiquiatria associada a l'alcoholisme es donen la depressió major, distímia, mania, hipomania, pànic fòbies, ansietat generalitzada, trastorns de la personalitat, esquizofrènia, suïcidi, dèficits neurològics, problemes de memòria, emocions, funcions executives i danys al cervell. La dependència de l'alcohol està associada amb hipertensió arterial, malalties coronàries, i infart isquèmic, càncer del sistema respiratori i del sistema digestiu, del fetge i d'ovaris. Beure molt alcohol s'associa amb malalties del fetge com la cirrosi.

## Màxima quantitat recomanada
És variable segons els països, per a la majoria la quantitat màxima d'alcohol per homes és de 140g—210g per setmana i per dones entre 84g—140g per setmana. La majoria dels països recomanen abstinència total d'alcohol en embarassades i dones en la lactància.

## Morts relacionades amb l'alcohol
El consum excessiu d'alcohol lidera les causes de mort prevenibles al món. Segons un estudi l'alcohol està relacionat amb una de cada 25 morts al món i que el 5% dels anys viscuts sota discapacitat s'atribueixen al consum d'alcohol.
A Rússia el consum excessiu d'alcohol, especialment en homes, causa la meitat de les morts en la franja dels 15 als 54 anys.
A Escòcia el 2003 es va estimar que una de cada 20 morts es podia atribuir a l'alcohol.
Als Estats Units l'alcohol era la tercera causa de morts lligades a l'estil de vida.